# Mas d'en Guifré
El mas d'en Guifré, o mas de n'Heras, és un edifici del municipi de Llançà (Alt Empordà), inclòs en l'Inventari del Patrimoni Arquitectònic de Catalunya.

## Arquitectura
És situat al sud-oest del nucli urbà de la població de Llançà, al paratge de Vilamartí i tocant al límit territorial amb el Parc Natural del Cap de Creus.
Es tracta d'una masia aïllada de planta irregular, formada per sis grans cossos adossats en diferents èpoques, dels quals tres han perdut la seva coberta original. El cos central, usat com a habitatge, està situat a la banda de tramuntana del conjunt arquitectònic i consta de tres edificis rectangulars amb les cobertes de teula de dues vessants, que estan distribuïts en planta baixa i pis, o bé dos pisos. Aquests tres cossos estan organitzats al voltant d'un petit pati rectangular, delimitat amb una tanca per la banda de llevant. Les obertures han estat majoritàriament transformades, tot i que les originals es bastiren amb maons. Als pisos superiors hi ha finestres rectangulars, mentre que a la planta baixa destaca el portal d'accés principal, d'arc de mig punt fet de maons amb els brancals de pedra. Al costat hi ha un portal d'arc rebaixat, actualment tapiat. Del cos de més alçada destaca el matacà que corona el parament, rectangular, cobert amb una llosa de pedra i sostingut amb cartel·les de pissarra. Al seu costat es conserva una petita obertura delimitada per quatre lloses de pedra, a manera d'espitllera. Els cossos que han perdut la coberta estaven destinats als usos agrícoles típics del mas. A l'extrem sud-oest destaquen els tres pilars troncocònics conservats, bastits amb pedra i maó, que suportaven la coberta del paller o magatzem.
La construcció principal està bastida en pedra desbastada de diverses mides, lligada amb morter. Molts dels paraments exteriors estan arrebossats.

## Història
El mas d'en Guifré, també conegut com a mas de n'Heras, és un dels pocs masos fortificats d'origen medieval encara conservats que, com tants altres de les comarques marítimes, fou fortificat per prevenir el perill de la pirateria, que durant el segle xvi i XVII va augmentar consideradament.
Queda documentat a partir del segle xvii com a propietat d'Antoni Heras, cònsol de la vila de Llançà. Els següents propietaris de la casa van ser els Guifré ja al segle xix, els quals van realitzar importants reformes a la masia. L'heretat va passar a Manel Vila Paulí, de Banyoles, l'any 1946.
Actualment presenta un estat molt dolent, amb parts enrunades.